# S1 Core
S1 Core (nom clau Sirocco) és un microprocessador de codi obert dissenyat per Simply RISC. Basat amb UltraSPARC T1 de Sun Microsystems, el S1 Core es troba sota llicència GPL, que és la llicència que Sun va triar pel projecte OpenSPARC.
L'objectiu principal del projecte és mantenir el S1 Core tan simple com sigui possible per encoratjar als desenvolupadors. Les principals diferències entre T1 i S1 inclouen:
- S1 Core solament té un nucli SPARC de 64 bits (suportant d'entre 1 a 4 fils d'execució independents) en lloc de 8 nuclis;
- S1 Core afegeix un pont Wishbone, a controlador de reset i un controlador d'interrupcions bàsic;
- L'entorn del S1 Core pot córrer utilitzant només eines lliures en una màquina Linux x86 comú.